# トッレ・デ・ピチェナルディ
トッレ・デ・ピチェナルディ（伊: Torre de' Picenardi）は、イタリア共和国ロンバルディア州クレモナ県にある、人口約2,100人の基礎自治体（コムーネ）。
コムーネ統廃合 (it:Fusione di comuni italiani) により、2019年1月1日にカ・ダンドレーアを編入した。

## 地理

### 位置・広がり

#### 隣接コムーネ
隣接するコムーネは以下の通り。
- カッペッラ・デ・ピチェナルディ
- チンジャ・デ・ボッティ
- デローヴェレ
- イーゾラ・ドヴァレーゼ
- ペッシーナ・クレモネーゼ
- ピアーデナ・ドリッツォーナ (ドリッツォーナ)
- サン・マルティーノ・デル・ラーゴ
- ヴォルティード

### 気候分類・地震分類
気候分類では、zona E, 2389 GGに分類される。
また、イタリアの地震リスク階級 (it) では、zona 3 (sismicità bassa) に分類される
。

## 行政

### 分離集落
トッレ・デ・ピチェナルディには、以下の分離集落（フラツィオーネ）がある。
- San Pietro, Breda Guazzona, Brolpasino, Cà d'Andrea, Cà de' Caggi, Canova, Canove de' Biazzi, Casanova d'Offredi, Fossa Guazzona, Galizia, Pieve San Maurizio, Pozzo Baronzio, Ronca de' Golferami, San Lorenzo de' Picenardi, Torre d'Angiolini